# Сантандер (аэропорт)
Аэропорт Сантандер имени Севе Бальестероса (исп. Aeropuerto de Seve Ballesteros - Santander) — международный аэропорт, расположенный в автономном сообществе Кантабрия (Испания) в 6,5 км южнее города Сантандера. Назван в честь испанского игрока в гольф, уроженца Кантабрии Северьяно Бальестероса.

## История
Первый аэропорт Сантандера находился в районе Ла-Альберисия и был построен в 1910—1912 годах. В 1953 году в районе Парайо был открыт новый, более современный аэропорт, ставший в 1957 году международным. Между 1974 и 1977 годами аэропорт был закрыт и полностью перестроен.
В 2003 году между правительством Кантабрии и  бюджетной авиакомпанией Ryanair было заключено соглашение об использовании Сантандерского аэропорта, после которого пассажиропоток резко увеличился, достигнув к 2011 году миллиона человек.

## Пассажиропоток
| Год  | Пассажиры |
| ---- | --------- |
| 2002 | 262 070   |
| 2003 | 253 756   |
| 2004 | 342 559   |
| 2005 | 644 662   |
| 2006 | 649 447   |
| 2007 | 761 780   |
| 2008 | 856 606   |
| 2009 | 958 157   |
| 2010 | 919 871   |
| 2011 | 1 116 398 |